# 卡斯泰尔屈利耶
卡斯泰尔屈利耶（法語：Castelculier，法語發音：[kastɛlkylje]）是法国洛特-加龙省的一个市镇，位于该省东南部，省会阿让市区东南，属于阿让区和阿让城市圈公共社区。

## 地理
卡斯泰尔屈利耶（44°10'28"N, 0°41'34"E）面积14.95 平方千米，位于法国新阿基坦大区洛特-加龍省，该省份为法国西南部内陆省份，北起多爾多涅省，西接吉倫特省和朗德省，南至热尔省，东临塔恩-加龙省和洛特省。
与卡斯泰尔屈利耶接壤的市镇（或旧市镇、城区）包括：拉福克斯、博埃、博南孔特尔、圣卡普赖德莱尔姆、圣皮埃尔-德克莱拉克。

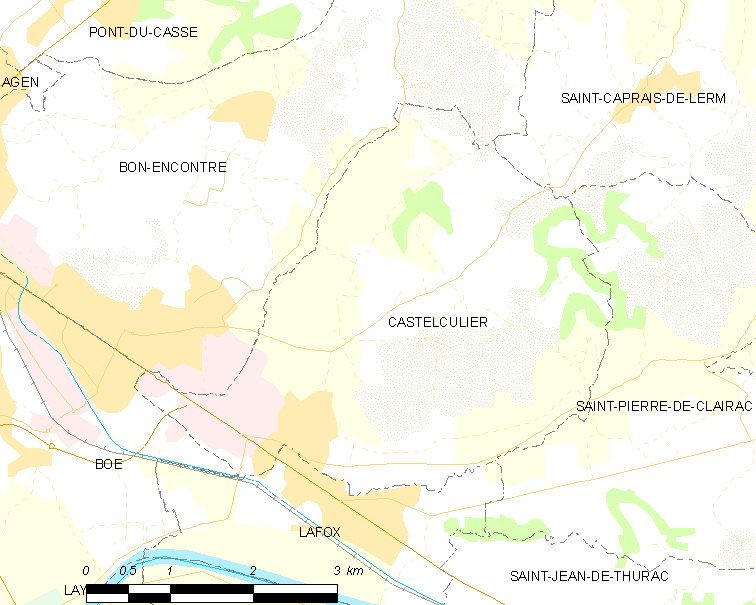
卡斯泰尔屈利耶的OSM定位图

卡斯泰尔屈利耶的时区为UTC+01:00、UTC+02:00（夏令时）。

## 行政
卡斯泰尔屈利耶的邮政编码为47240，INSEE市镇编码为47051。

## 政治
卡斯泰尔屈利耶所属的省级选区为东南阿日奈县。

## 人口

1962-2008年间卡斯泰尔屈利耶人口变化图示

卡斯泰尔屈利耶于2022年1月1日时的人口数量为2383人。

## 交通
洛特-加龙省省道D813线和D215线在卡斯泰尔屈利耶境内交汇。